# Microrregión de Piumhi
La microrregión de Piumhi es una de las microrregiones del estado brasileño de Minas Gerais perteneciente a la mesorregión Oeste de Minas. Su población fue estimada en 2006 por el IBGE en 80.316 habitantes y está dividida en nueve municipios. Posee un área total de 7.644,932 km².

## Municipios
- Bambuí
- Córrego Danta
- Doresópolis
- Iguatama
- Medeiros
- Piumhi
- São Roque de Minas
- Tapiraí
- Vargem Bonita

- Datos: Q548055